# Coenosia immaculata
Coenosia immaculata är en tvåvingeart som beskrevs av Stein 1911. Coenosia immaculata ingår i släktet Coenosia och familjen husflugor. Inga underarter finns listade i Catalogue of Life.